# Quagga
Quagga (/ ˈkwɑːxɑː / hoặc / ˈkwæɡə /) (Equus quagga quagga) là một phân loài của ngựa vằn đồng bằng sống ở Nam Phi cho đến khi tuyệt chủng vào cuối thế kỷ 19. Từ lâu, nó được cho là một loài riêng biệt, nhưng các nghiên cứu di truyền ban đầu đã chứng minh nó là một phân loài của ngựa vằn đồng bằng. Một nghiên cứu gần đây hơn cho rằng nó là cline hoặc ecotype ở cực nam của loài này. Cái tên này xuất phát từ ngôn ngữ Khoekhoe và được cho là bắt nguồn từ cách gọi của nó, nghe giống như "kwa-ha".
Quagga được cho là dài khoảng 257 cm (8 ft 5 in) và cao 125–135 cm (4 ft 1 in – 4 ft 5 in) ở vai. Nó được phân biệt với các loài ngựa vằn khác bởi mô hình giới hạn chủ yếu là các sọc nâu và trắng, chủ yếu ở phần trước của cơ thể. Phần đuôi màu nâu và không có sọc, trông giống ngựa hơn. Sự phân bố của các sọc khác nhau đáng kể giữa các cá thể. Người ta biết rất ít về hành vi của quagga, nhưng nó có thể đã tụ tập thành đàn 30–50 con. Quaggas được cho là hoang dã và hoạt bát, nhưng cũng được coi là ngoan ngoãn hơn ngựa vằn Burchell. Chúng từng được tìm thấy với số lượng lớn ở Karoo của tỉnh Cape và phần phía nam của Nhà nước Tự do Orange ở Nam Phi.
Sau khi người Hà Lan định cư Nam Phi bắt đầu, quagga bị săn bắt rộng rãi, vì nó cạnh tranh với các động vật thuần hóa để làm thức ăn cho gia súc. Một số được đưa đến các vườn thú ở châu Âu, nhưng các chương trình nhân giống không thành công. Quần thể hoang dã cuối cùng sống ở Nhà nước Tự do Orange; Quagga đã tuyệt chủng trong tự nhiên vào năm 1878. Mẫu vật nuôi nhốt cuối cùng đã chết ở Amsterdam vào ngày 12 tháng 8 năm 1883. Chỉ có một con quagga từng được chụp ảnh còn sống và chỉ có 23 bộ da được bảo tồn ngày nay. Năm 1984, quagga là loài động vật tuyệt chủng đầu tiên được phân tích DNA. Dự án Quagga đang cố gắng tạo lại kiểu hình của mẫu lông và các đặc điểm liên quan bằng cách lai chọn giống vật nuôi các loài phụ gần nhất là ngựa vằn Burchell.

## Phân loại

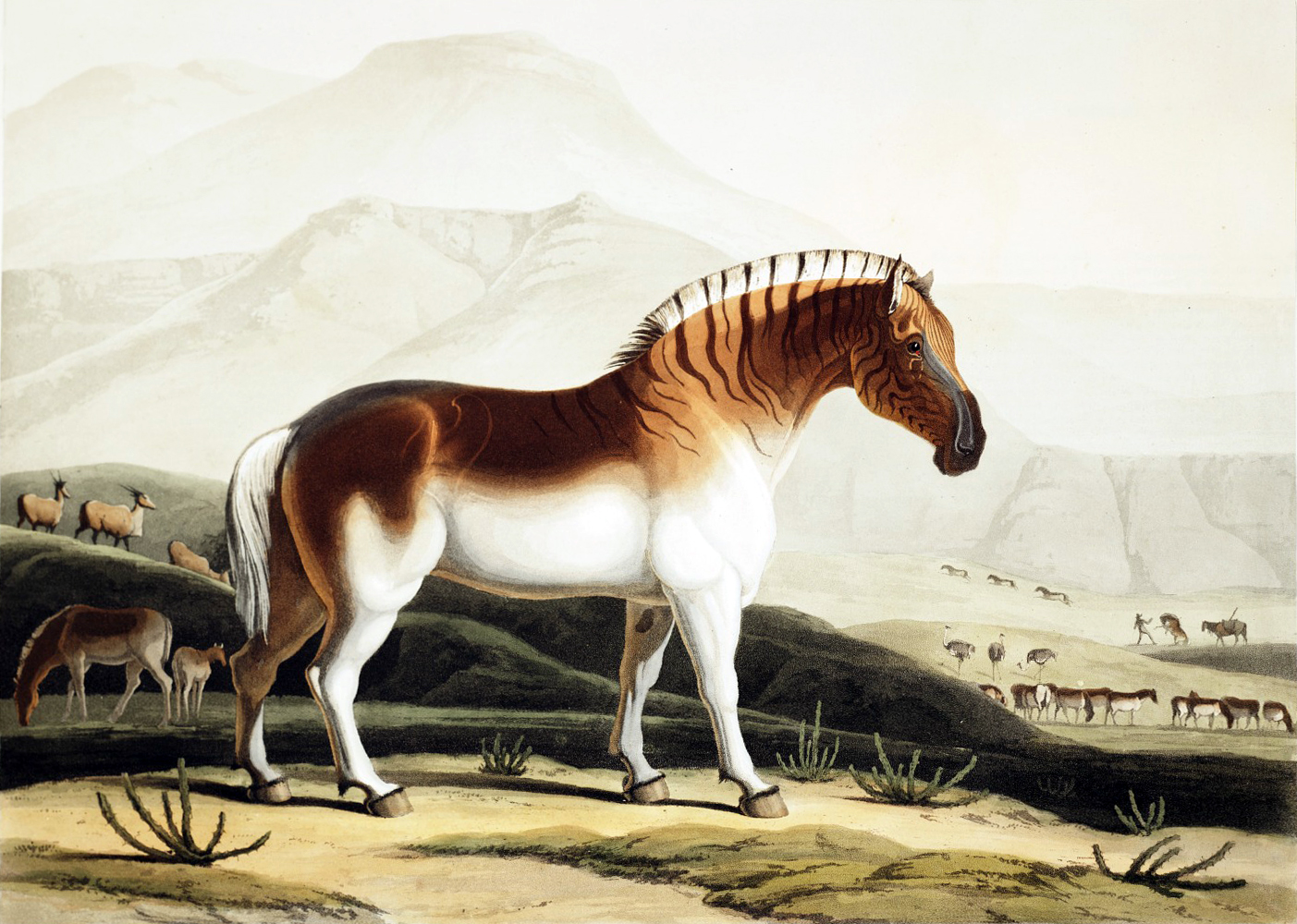
Hình minh họa năm 1804 của Samuel Daniell, là cơ sở của các phân loài E. q. danielli

Tên "quagga" có nguồn gốc từ từ Khoikhoi có nghĩa là ngựa vằn và là từ tượng thanh, được cho là giống với cách gọi của quagga, được phiên âm khác nhau là "kwa-ha-ha", "kwahaah", hoặc "oug- ga ". Tên vẫn được sử dụng thông tục cho ngựa vằn đồng bằng. Quagga ban đầu được phân loại là một loài riêng biệt, Equus quagga, vào năm 1778 bởi nhà tự nhiên học người Hà Lan Pieter Boddaert. Theo truyền thống, quagga và các đồng bằng và ngựa vằn núi khác được xếp vào phân chi con Hippotigris.
Nhiều cuộc tranh luận đã xảy ra về tình trạng của đầm lầy liên quan đến ngựa vằn đồng bằng. Nó ít được thể hiện trong hồ sơ hóa thạch, và việc xác định những hóa thạch này là không chắc chắn, vì chúng được thu thập vào thời điểm mà cái tên "quagga" dùng để chỉ tất cả các loài ngựa vằn. Hóa thạch sọ của loài Equus mauritanicus từ Algeria đã được cho là có mối quan hệ tương thích với quagga và ngựa vằn đồng bằng, nhưng chúng có thể bị hư hại quá nặng để có thể đưa ra kết luận chắc chắn về chúng. Quaggas cũng đã được xác định trong nghệ thuật hang động do người San.
Reginald Innes Pocock năm 1902 có lẽ là người đầu tiên cho rằng quagga là một loài phụ của ngựa vằn đồng bằng. Vì quagga được mô tả một cách khoa học và được đặt tên trước ngựa vằn đồng bằng, nên danh pháp ba phần của quagga trở thành E. quagga quagga theo sơ đồ này, và các phân loài khác của ngựa vằn đồng bằng cũng được đặt dưới E. quagga.
Về mặt lịch sử, phân loại quagga phức tạp hơn nữa vì quần thể ngựa vằn Burchell đã tuyệt chủng ở cực nam (Equus quagga burchellii, trước đây là Equus burchellii burchellii) được cho là một phân loài riêng biệt (đôi khi cũng được cho là một loài đầy đủ, E. burchellii). Quần thể phía bắc còn tồn tại, "ngựa vằn Damara", sau này được đặt tên là Equus quagga antiquorum, có nghĩa là ngày nay nó còn được gọi là E. q. burchellii, sau khi người ta nhận ra rằng chúng là cùng một đơn vị phân loại. Quần thể đã tuyệt chủng từ lâu được cho là rất gần với quagga, vì nó cũng cho thấy các dải hạn chế ở các bộ phận sau. Ví dụ về điều này, Shortridge đã đặt cả hai vào chi con Quagga hiện không được sử dụng vào năm 1934. Hầu hết các chuyên gia hiện nay cho rằng hai phân loài này đại diện cho hai đầu của một cây gỗ.
Các phân loài khác nhau của ngựa vằn đồng bằng đã được các nhà nghiên cứu ban đầu công nhận là thành viên của Equus quagga, mặc dù có nhiều sự nhầm lẫn tồn tại về loài nào là hợp lệ. Các phân loài Quagga được mô tả dựa trên sự khác biệt về các kiểu sọc, nhưng những khác biệt này do hiện tượng đa hình trong cùng một quần thể. Một số loài phụ và thậm chí cả loài, chẳng hạn như E. q. danielli và Hippotigris isabellinus, chỉ dựa trên hình ảnh minh họa (kiểu hình tượng) của các mẫu quagga không bình thường. Một số tác giả đã mô tả quagga như một loại ngựa hoang hơn là ngựa vằn.
Một nghiên cứu về sọ từ năm 1980 dường như đã xác nhận mối liên hệ của nó với loài ngựa (Equus ferus caballus), nhưng các nghiên cứu hình thái ban đầu đã được ghi nhận là có sai sót. Việc nghiên cứu các bộ xương từ các mẫu vật nhồi bông có thể là một vấn đề khó khăn, vì các nhà phân loại học ban đầu đôi khi sử dụng sọ lừa và ngựa bên trong thú cưỡi của chúng khi không có sẵn.

### Sự phát triển
Quagga là loài động vật đã tuyệt chủng đầu tiên được phân tích DNA, và nghiên cứu năm 1984 này đã khởi động lĩnh vực phân tích DNA cổ đại. Nó xác nhận rằng quagga có quan hệ họ hàng gần với ngựa vằn hơn là ngựa, với quagga và ngựa vằn núi (ngựa vằn Equus) có chung tổ tiên cách đây 3–4 triệu năm. Một nghiên cứu miễn dịch học được công bố vào năm sau cho thấy quagga gần giống với ngựa vằn đồng bằng nhất. Một nghiên cứu năm 1987 cho rằng mtDNA của quagga phân kỳ ở mức khoảng 2% mỗi triệu năm, tương tự như các loài động vật có vú khác, và một lần nữa xác nhận mối quan hệ gần gũi với ngựa vằn đồng bằng.
Các nghiên cứu hình thái học sau đó đã đưa ra những kết luận trái ngược nhau. Một phân tích năm 1999 về các phép đo sọ cho thấy rằng quagga khác với ngựa vằn đồng bằng và sau này là vằn núi. Một nghiên cứu năm 2004 về da và hộp sọ cho thấy rằng quagga không phải là một loài riêng biệt, mà là một phân loài của ngựa vằn đồng bằng. Bất chấp những phát hiện này, nhiều tác giả sau đó đã giữ ngựa vằn đồng bằng và quagga thành những loài riêng biệt.

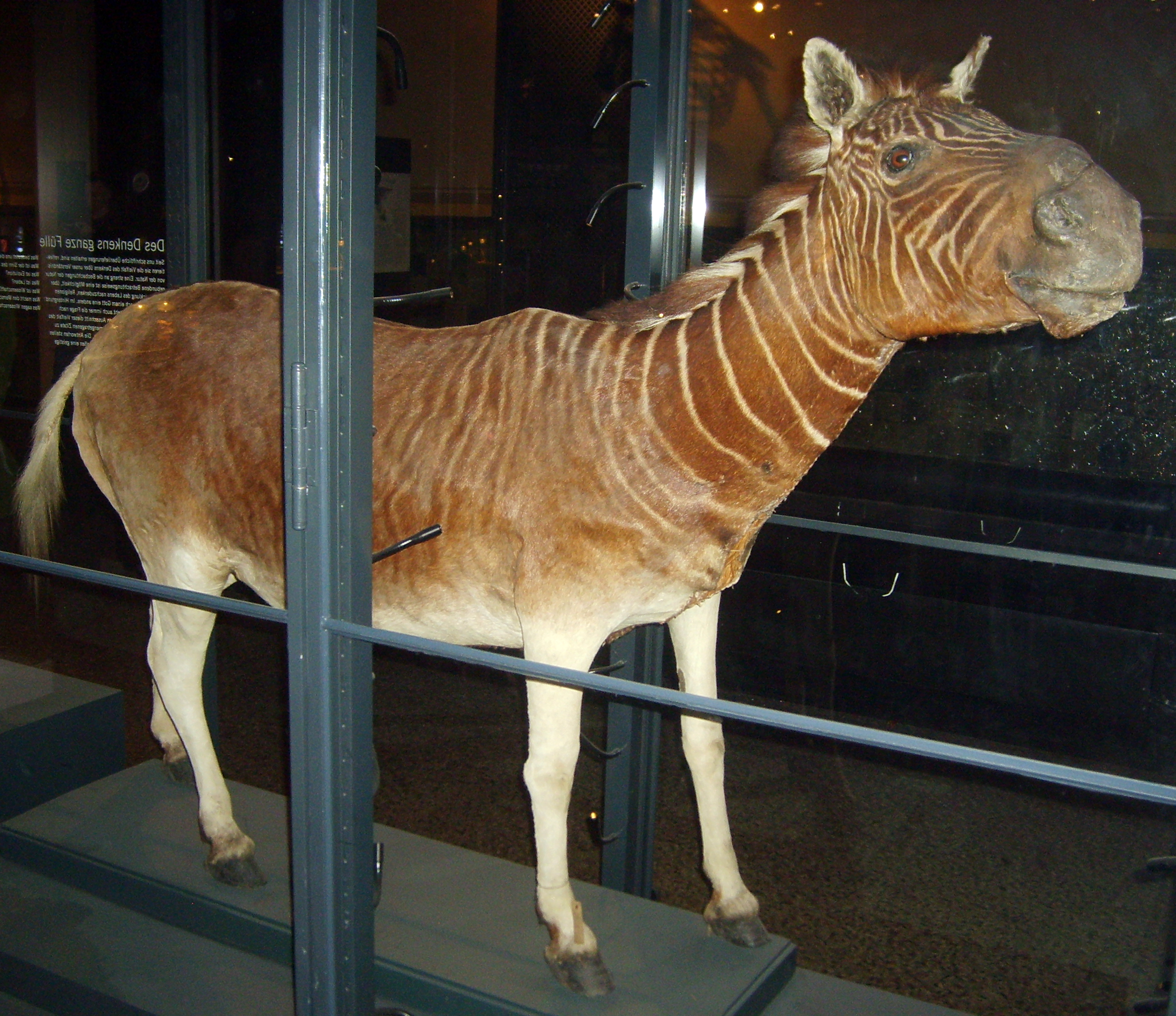
Da trong Bảo tàng Lịch sử Tự nhiên của Berlin, đã được lấy mẫu để lấy DNA

Một nghiên cứu di truyền được công bố vào năm 2005 đã xác nhận tình trạng dưới đặc hiệu của quagga. Nó chỉ ra rằng quagga có ít đa dạng di truyền, và nó phân biệt với các phân loài ngựa vằn đồng bằng khác chỉ từ 120.000 đến 290.000 năm trước, trong kỷ Pleistocen, và có thể là cực đại áp chót của băng hà. Mẫu lông khác biệt của nó có lẽ đã phát triển nhanh chóng vì sự cách ly về địa lý và/hoặc sự thích nghi với môi trường khô hạn hơn. Ngoài ra, các phân loài ngựa vằn ở đồng bằng có xu hướng ít phân dải hơn về phía nam mà chúng sống, và quagga là loài sống ở phía nam nhiều nhất trong số chúng. Các loài động vật móng guốc lớn khác ở châu Phi cũng phân hóa thành các loài và phân loài riêng biệt trong thời kỳ này, có thể là do sự thay đổi khí hậu giống nhau.
|  | \| \| Quagga (E. q. quagga) \| \| \| \| \| \| Damara zebra (E. q. antiquorum)-Chapman's zebra (E. q. chapmani) \| \| \| \| |
|  | |
|  | Grant's zebra (E. q. boehmi)                                                                                               |
|  | Quagga (E. q. quagga) |
|  | |
|  | Damara zebra (E. q. antiquorum)-Chapman's zebra (E. q. chapmani)                                                           |
|  | |

|  | Quagga (E. q. quagga)                                            |
|  |                                                                  |
|  | Damara zebra (E. q. antiquorum)-Chapman's zebra (E. q. chapmani) |
|  |                                                                  |

|  | \| \| Quagga (E. q. quagga) \| \| \| \| \| \| Damara zebra (E. q. antiquorum)-Chapman's zebra (E. q. chapmani) \| \| \| \| |
|  | |
|  | Grant's zebra (E. q. boehmi)                                                                                               |
|  | Quagga (E. q. quagga) |
|  | |
|  | Damara zebra (E. q. antiquorum)-Chapman's zebra (E. q. chapmani)                                                           |
|  | |

|  | Quagga (E. q. quagga)                                            |
|  |                                                                  |
|  | Damara zebra (E. q. antiquorum)-Chapman's zebra (E. q. chapmani) |
|  |                                                                  |

|  | \| \| Quagga (E. q. quagga) \| \| \| \| \| \| Damara zebra (E. q. antiquorum)-Chapman's zebra (E. q. chapmani) \| \| \| \| |
|  | |
|  | Grant's zebra (E. q. boehmi)                                                                                               |
|  | Quagga (E. q. quagga) |
|  | |
|  | Damara zebra (E. q. antiquorum)-Chapman's zebra (E. q. chapmani)                                                           |
|  | |

|  | Quagga (E. q. quagga)                                            |
|  |                                                                  |
|  | Damara zebra (E. q. antiquorum)-Chapman's zebra (E. q. chapmani) |
|  |                                                                  |

|  | \| \| Quagga (E. q. quagga) \| \| \| \| \| \| Damara zebra (E. q. antiquorum)-Chapman's zebra (E. q. chapmani) \| \| \| \| |
|  | |
|  | Grant's zebra (E. q. boehmi)                                                                                               |
|  | Quagga (E. q. quagga) |
|  | |
|  | Damara zebra (E. q. antiquorum)-Chapman's zebra (E. q. chapmani)                                                           |
|  | |

|  | Quagga (E. q. quagga)                                            |
|  |                                                                  |
|  | Damara zebra (E. q. antiquorum)-Chapman's zebra (E. q. chapmani) |
|  |                                                                  |

Nghiên cứu di truyền năm 2018 của quần thể ngựa vằn đồng bằng đã xác nhận Quagga là thành viên của loài đó. Họ không tìm thấy bằng chứng cho sự phân biệt dưới đặc hiệu dựa trên sự khác biệt về hình thái giữa các quần thể ngựa vằn phía nam, bao gồm cả quagga. Các quần thể ngựa vằn đồng bằng hiện đại có thể có nguồn gốc từ miền nam châu Phi, và quagga dường như ít khác biệt với các quần thể lân cận hơn so với quần thể sống ở cực bắc ở đông bắc Uganda. Thay vào đó, nghiên cứu đã hỗ trợ một chuỗi di truyền bắc-nam cho ngựa vằn đồng bằng, với quần thể Uganda là khác biệt nhất. Ngựa vằn từ Namibia dường như là loài gần nhất về mặt di truyền với Quagga.

## Mô tả
Quagga là loài ngựa vằn đồng bằng phân bố ở cực nam, chủ yếu sống ở phía nam sông Orange. Nó là một động vật ăn cỏ, và phạm vi sinh sống của nó chỉ giới hạn trong các đồng cỏ và vùng cây bụi nội địa khô cằn ở vùng Karoo của Nam Phi, ngày nay hình thành các tỉnh của Bắc Cape, Đông Cape, Tây Cape và Free State. Những khu vực này được biết đến với hệ động thực vật đặc biệt và lượng đặc hữu cao. Người ta biết rất ít về hoạt động của quaggas trong tự nhiên, và đôi khi không rõ loài ngựa vằn chính xác được đề cập đến trong các báo cáo cũ. Nguồn duy nhất mô tả rõ ràng về đầm lầy ở Bang Tự do là của kỹ sư quân sự và thợ săn người Anh, Thiếu tá Sir William Cornwallis Harris với báo cáo vào năm 1840 như sau:
Phạm vi phân bố địa lý của quagga dường như không mở rộng đến phía bắc của sông Vaal. Loài vật này trước đây cực kỳ phổ biến trong thuộc địa nhưng nay đã biến mất trước những bước tiến của nền văn minh, nên hiện được tìm thấy với số lượng rất hạn chế và chỉ ở vùng ven biên giới. Ngoài ra, trên những vùng đồng bằng oi bức hoàn toàn bị thú dữ chiếm cứ, và có thể được gọi là lãnh thổ của thiên nhiên man rợ, nó sinh sống theo từng đàn bất tận, nó hầu như luôn luôn được nhìn thấy khác hẵn với linh dương đầu bò (gnu) đuôi trắng và với đà điểu, đối với loài chim đặc biệt là nó thể hiện xu hướng kỳ dị nhất. Di chuyển chậm rãi qua đường chân trời giống như đại dương, thét ra một tiếng kêu chói tai, những đàn gồm gồm hàng trăm con thường xuyên di cư từ vùng đồng bằng buồn tẻ và hoang vắng của một số vùng nội địa hình thành nơi ở hẻo lánh của chúng, chúng tìm kiếm những đồng cỏ um tùm hơn, nơi trong những tháng mùa hè, nhiều loại thảo mộc khác nhau đâm chồi nảy lộc và những bông hoa tạo thành một tấm thảm xanh, rải rác với những sắc màu rực rỡ và đa dạng.
Quaggas đã được báo cáo tụ tập thành đàn 30–50 con, và đôi khi di chuyển theo kiểu thành từng hàng dài. Chúng có thể có quan hệ mật thiết với ngựa vằn Burchell giữa sông Vaal và sông Orange. Điều này còn bị tranh cãi, và không có bằng chứng cho thấy chúng đã lai tạp. Chúng cũng có thể đã chia sẻ một phần nhỏ phạm vi của nó với ngựa vằn núi Hartmann (ngựa vằn Equus hartmannae). Quaggas được cho là loài hiếu động và có sức bền cao, đặc biệt là những con ngựa giống. Trong những năm 1830, nhiều con Quaggas được sử dụng làm ngựa kéo xe ở London, những con đực có lẽ được quấn chặt để giảm bớt bản tính dễ bất kham của chúng, Những con Quagga bị nuôi nhốt trong các vườn thú châu Âu được cho là thuần hóa và ngoan ngoãn hơn ngựa vằn Burchell. Một mẫu vật được cho là đã sống trong điều kiện nuôi nhốt trong 21 năm 4 tháng, chết vào năm 1872.
Vì chức năng thực tế của sọc vẫn chưa được xác định đối với ngựa vằn nói chung, nên không rõ tại sao Quagga lại thiếu sọc ở phần thân sau của nó. Một chức năng khó hiểu để bảo vệ khỏi động vật ăn thịt (sọc che khuất cá thể ngựa vằn trong đàn) và ruồi đốt (ít bị thu hút bởi các vật có sọc), cũng như các chức năng xã hội khác nhau, đã được lý giải cho ngựa vằn nói chung. Sự khác biệt về sọc phần tư thân sau có thể hỗ trợ sự nhận biết loài trong quá trình trà trộn của các bầy hỗn hợp, do đó các thành viên của một loài hoặc loài sẽ đi theo loại dấu hiệu riêng. Nó cũng có bằng chứng cho thấy những con ngựa vằn đã phát triển các kiểu hình họa tiết sọc để điều chỉnh nhiệt để tự hạ nhiệt, và những con Quagga đã mất chúng do sống trong khí hậu mát hơn, mặc dù một vấn đề với điều này là ngựa vằn núi sống ở môi trường tương tự và có dạng sọc đậm. Một nghiên cứu năm 2014 ủng hộ mạnh mẽ giả thuyết rằng chức nằng này để né ruồi đốt, và những con Quagga dường như đã sống ở những khu vực có lượng ruồi hoạt động ít hơn các loài ngựa vằn khác.

## Suy giảm và tuyệt chủng
Vì nó rất dễ tìm và dễ giết, Quagga đã bị săn lùng bởi những người định cư Hà Lan ban đầu và sau đó là những người Afrikaners để cung cấp thịt hoặc da của họ. Da đã được mua bán hoặc sử dụng tại địa phương. Loài quagga có thể dễ bị tuyệt chủng do phân bố hạn chế, và nó có thể đã cạnh tranh với vật nuôi trong nước để làm thức ăn cho gia súc. Quagga đã biến mất khỏi phần lớn phạm vi của nó vào những năm 1850. Quần thể cuối cùng trong tự nhiên, ở Bang Orange Free, đã bị tuyệt chủng cục bộ vào cuối những năm 1870. Loài quagga hoang dã cuối cùng được biết đến đã chết vào năm 1878.
Quaggas bị bắt và vận chuyển đến châu Âu, nơi chúng được trưng bày trong các vườn thú. Ngài Morton đã cố gắng cứu loài vật khỏi nguy cơ tuyệt chủng bằng cách bắt đầu chương trình nuôi nhốt, ông chỉ có thể kiếm được một con đực duy nhất, mà trong tuyệt vọng, ông đã lai tạo với một con ngựa cái. Điều này đã tạo ra một con lai cái có sọc vằn trên lưng và chân. Con ngựa cái của Ngài Morton đã được bán và sau đó được lai tạo với một con ngựa đực đen, kết quả là con cái lại có sọc vằn. Một tài khoản về điều này đã được xuất bản vào năm 1820 bởi Hiệp hội Hoàng gia. Điều này dẫn đến những ý tưởng mới về telegony được Charles Darwin gọi là pangenesis. Vào cuối thế kỷ 19, nhà động vật học người Scotland là James Cossar Ewart đã lập luận chống lại những ý kiến này và bằng một số thí nghiệm lai tạo đã chứng minh rằng các vằn vằn có thể nổi lên như một đặc điểm tàn tật bất cứ lúc nào.
Quagga từ lâu đã được coi là một ứng cử viên thích hợp để thuần hóa, vì nó được coi là loài ngoan ngoãn nhất trong các loài ngựa sọc. Những người thực dân Hà Lan đầu tiên ở Nam Phi đã mơ tưởng về khả năng này, bởi vì những con ngựa lao động nhập khẩu của họ không hoạt động tốt trong điều kiện khí hậu khắc nghiệt và thường xuyên làm mồi cho những con ngựa châu Phi sợ hãi. Vào năm 1843, nhà tự nhiên học người Anh Charles Hamilton Smith đã viết rằng quagga 'không nghi ngờ gì được tính toán tốt nhất cho quá trình thuần hóa, cả về sức mạnh và sự ngoan ngoãn'. Chỉ có một số mô tả về quaggas đã được thuần hóa hoặc thuần hóa ở Nam Phi.
Ở châu Âu, các trường hợp duy nhất được xác nhận là hai con ngựa đực giống do Joseph Wilfred Parkins, cảnh sát trưởng London, điều khiển trong một phaeton vào năm 1819–1820, và những con Quagga và con lai của chúng ở Vườn thú London, được sử dụng để kéo xe và vận chuyển rau từ thị trường đến sở thú. Tuy nhiên, sự tôn kính vẫn tiếp tục kéo dài sau cái chết của con Quagga cuối cùng vào năm 1883. Năm 1889, nhà tự nhiên học Henry Bryden đã viết: "Đó là một con vật quá đẹp, rất có khả năng thuần hóa và sử dụng, và không bao lâu nữa được tìm thấy với sự phong phú tuyệt vời như vậy, lẽ ra phải được phép quét khỏi mặt đất, chắc chắn là một sự ô nhục đối với nền văn minh ngày nay của chúng ta.
Mẫu vật ở London chết vào năm 1872 và mẫu ở Berlin vào năm 1875. Con quagga bị nuôi nhốt cuối cùng, một con cái trong vườn thú Natura Artis Magistra của Amsterdam, sống ở đó từ ngày 9 tháng 5 năm 1867 cho đến khi chết vào ngày 12 tháng 8 năm 1883, nhưng nguồn gốc và nguyên nhân cái chết của nó không rõ ràng. Cái chết của nó không được công nhận là biểu hiện sự tuyệt chủng của đồng loại vào thời điểm đó, và sở thú đã yêu cầu một mẫu vật khác; các thợ săn tin rằng nó vẫn có thể được tìm thấy ở "gần bên trong" ở Cape Colony.
Vì người dân địa phương sử dụng thuật ngữ Quagga để chỉ tất cả ngựa vằn, điều này có thể dẫn đến sự nhầm lẫn. Sự tuyệt chủng của quagga đã được quốc tế chấp nhận bởi Công ước 1900 về Bảo tồn Động vật hoang dã, Chim và Cá ở Châu Phi. Mẫu vật cuối cùng được in trên tem Hà Lan vào năm 1988. Có 23 mẫu vật Quagga được nhồi bông và gắn tường trên khắp thế giới, bao gồm một con non, hai con ngựa con và một bào thai. Ngoài ra, một đầu và cổ được gắn kết, một bàn chân, bảy bộ xương hoàn chỉnh và các mẫu mô khác nhau vẫn còn. Một mẫu vật được gắn tường thứ 24 đã bị phá hủy ở Königsberg, Đức trong Chiến tranh thế giới thứ hai và nhiều bộ xương khác nhau cũng đã bị mất mát.

### Dự án phục hồi giống

Một cá thể được phục hồi giống

Sau khi phát hiện ra mối quan hệ rất gần gũi giữa ngựa vằn đồng bằng và quagga, Reinhold Rau bắt đầu Dự án Quagga vào năm 1987 ở Nam Phi để tạo ra một quần thể ngựa vằn giống Quagga bằng cách lai tạo chọn lọc để có kiểu sọc giảm từ đàn ngựa vằn đồng bằng, nhằm mục đích giới thiệu chúng với phạm vi cũ của quagga. Để phân biệt giữa Quagga và ngựa vằn trong dự án, họ gọi nó là "Rau quaggas". Quần thể sáng lập bao gồm 19 cá thể từ Namibia và Nam Phi, được chọn vì chúng đã giảm bớt sọc ở thân sau và chân. Con ngựa con đầu tiên của dự án được sinh ra vào năm 1988. Khi một quần thể đủ giống Quagga đã được tạo ra, những người tham gia dự án có kế hoạch thả chúng ở miền Tây Cape.
Việc giới thiệu những con ngựa vằn giống Quagga này có thể là một phần của chương trình phục hồi toàn diện, bao gồm các nỗ lực liên tục như loại bỏ các cây không phải cây bản địa. Quaggas, linh dương đầu bò và đà điểu, xuất hiện cùng nhau trong các thời kỳ lịch sử trong một hiệp hội đôi bên cùng có lợi, có thể được nuôi chung trong những khu vực mà thảm thực vật bản địa phải được duy trì bằng cách chăn thả. Vào đầu năm 2006, các động vật thế hệ thứ ba và thứ tư do dự án sản xuất được coi là trông rất giống các mô tả và các mẫu vật được bảo tồn của đầm lầy. Hình thức nhân giống chọn lọc này được gọi là lai ngược. Việc thực hành này đang gây tranh cãi, vì những con ngựa vằn thu được sẽ giống Quaggas chỉ ở hình dáng bên ngoài, nhưng sẽ khác về mặt di truyền. Công nghệ sử dụng DNA phục hồi để nhân bản vẫn chưa được phát triển.